# 베노아
베노아(Benoist)는 영국의 홍차 브랜드이다. 특히 2005년 일본과 한국에서 인터넷 소설, 드라마, 영화로 널리 알려진 <전차남>에 소개 되면서 유명하게 되었다. 19세기에 프랑스인 요리사 베노아가 영국 런던에서 고품질의 식료품을 왕족과 고위층을 상대로 판매하였다. 베노아의 로고는 엘리자베스 2세, 엘리자베스 모후, 필립스공을 위한 식료품 조달자로서 상징을 쓸 수 있도록 허가받았다.
다양한 홍차 종류와 잼 그리고 스콘, 케이크 등 홍차와 함께 즐길 수 있는 빵 종류를 판매한다.

## 전차남과 베노아
전차남 드라마에서는 극중 여자주인공 '에르메스'(별명)의 집에 초대된 남자주인공 '전차남'(별명)이 대접받는 차로 나온다. '전차남'이 이때 고른 차의 종류는 다즐링이었다. 드라마 내용에서는 이를 본 전차남을 후원하는 게시판 사용자들이 베노아 티 하우스로 가서 홍차를 마시는 장면이 나온다. 실제로 이후 베노아 홍차의 매출은 3배로 늘어났다고 한다.

## 일본의 베노아 매장
- 도쿄 긴자 마츠자카야 백화점 지하 식품코너에 매장이 있으며 4층에는 티룸이 있다. 영국 전통식 오후의 티타임 간식을 즐길 수 있다. 드라마 <전차남>의 성공후 한국 관광객들에게도 인기가 많다.